# Eddie Vedder-diszkográfia
| Év   | Együttes                                     | Cím                                                             | Kiadó                                   | Játszott számok                                                                                           |
| 1991 | Temple of the Dog                            | Temple of the Dog                                               | A&M                                     | Hunger Strike, Pushin Forward Back, Wooden Jesus, Your Saviour és Four Walled World                       |
| 1991 | Pearl Jam                                    | Ten                                                             | Epic                                    | mind |
| 1992 | Pearl Jam                                    | Stanley, Son of Theodore: Yet Another Alternative Music Sampler | Epic/Columbia Records                   | Alive (Élő)                                                                                               |
| 1992 | Pearl Jam                                    | Facérok filmzene                                                | Epic                                    | Breath és State of Love and Trust                                                                         |
| 1993 | Pearl Jam                                    | Sweet Relief: A Benefit for Victoria Williams                   | Thirsty Ear/Chaos                       | Crazy Mary                                                                                                |
| 1993 | Eddie Vedder és Mike McCready                | 30th Anniversary Concert Celebration: Bob Dylan Tribute         | Sony Records                            | Masters of War (Élő)                                                                                      |
| 1993 | Bad Religion                                 | Recipe for Hate                                                 | Epitaph Records/Atlantic Records        | American Jesus és Watch It Die                                                                            |
| 1993 | Pearl Jam                                    | In Defense of Animals                                           | Restless Records                        | Porch |
| 1993 | Pearl Jam                                    | Vs.                                                             | Epic                                    | mind |
| 1994 | Pearl Jam                                    | Vitalogy                                                        | Epic                                    | mind |
| 1995 | Mike Watt                                    | Ball-Hog or Tugboat?                                            | Columbia Records                        | Big Train és Against The 70's                                                                             |
| 1995 | Pearl Jam                                    | Egy kosaras naplója filmzene                                    | Island Records                          | Catholic Boy (Jim Carroll-lal és Chris Friel-lel)                                                         |
| 1995 | Neil Young                                   | Mirror Ball                                                     | Reprise Records                         | Peace & Love                                                                                              |
| 1995 | Pearl Jam                                    | Mirror Ball                                                     | Epic                                    | mind |
| 1996 | Eddie Vedder és Nusrat Fateh Ali Khan        | Dead Man Walking filmzene                                       | Sony                                    | Face Of Love és Long Road                                                                                 |
| 1996 | Pearl Jam                                    | Home Alive: The Art of Self Defense                             | Epic                                    | Leaving Here                                                                                              |
| 1996 | Fastbacks                                    | New Mansions in Sound                                           | Sub Pop                                 | Girl's Eyes                                                                                               |
| 1996 | Pearl Jam                                    | M.O.M., Vol. 1: Music for Our Mother Ocean                      | Interscope Records                      | Gremmie Out of Control                                                                                    |
| 1996 | Gary Heffern                                 | Painful Days                                                    | Y-records                               | Passin' Thru'                                                                                             |
| 1996 | Pearl Jam                                    | No Code                                                         | Epic                                    | mind |
| 1996 | Pearl Jam                                    | Hype! filmzene                                                  | Sub Pop                                 | Not For You (Élőben a Self-Pollution Radio-ban)                                                           |
| 1997 | Eddie Vedder és a Hovercraft                 | Kerouac – kicks joy darkness                                    | Rykodisc                                | Hymn |
| 1997 | Eddie Vedder és Mike McCready                | Tibetan Freedom Concert                                         | Capitol Records                         | Yellow Ledbetter (Élő)                                                                                    |
| 1997 | Pearl Jam                                    | The Bridge School Concerts, Vol. 1                              | Reprise Records                         | Nothingman (Élő)                                                                                          |
| 1997 | The Ramones                                  | We're Outta Here!                                               | Music Corporation of America            | Any Way You Want It                                                                                       |
| 1998 | Pearl Jam                                    | Yield                                                           | Epic                                    | mind, kivéve "●"                                                                                          |
| 1998 | Pearl Jam                                    | Chicago Cab filmzene                                            | Loose Groove                            | Who You Are és Hard To Imagine                                                                            |
| 1998 | Pearl Jam                                    | Live on Two Legs                                                | Epic                                    | mind |
| 1999 | Pearl Jam                                    | No Boundaries: A Benefit for the Kosovar Refugees               | Epic                                    | Last Kiss és Soldier of Love                                                                              |
| 1999 | Pearl Jam                                    | M.O.M., Vol. 3: Music for Our Mother Ocean                      | Hollywood Records                       | Whale Song                                                                                                |
| 1999 | Pete Townshend                               | Pete Townshend Live: A Benefit for Maryville Academy            | Intersound Records                      | Magic Bus (Élő) és Heart To Hang Onto (Élő)                                                               |
| 1999 | Pearl Jam                                    | Movie Music: The Definitive Performances                        | Columbia Records/Epic/Legacy Recordings | State of Love and Trust                                                                                   |
| 1999 | Pearl Jam                                    | Rock: Train Kept a Rollin'                                      | Sony Records                            | Black |
| 1999 | Eddie Vedder és Susan Sarandon               | Cradle Will Rock filmzene                                       | RCA Records                             | Croon Spoon                                                                                               |
| 2000 | Pearl Jam                                    | Wild and Wooly: The Northwest Rock Collection                   | Sub Pop                                 | Even Flow (Élő)                                                                                           |
| 2000 | Pearl Jam                                    | Binaural                                                        | Epic                                    | mind |
| 2000 | Pearl Jam                                    | Pearl Jam European Bootlegs                                     | Epic                                    | mind |
| 2000 | The Supersuckers és Eddie Vedder             | Free the West Memphis 3                                         | Koch Entertainment                      | Poor Girl                                                                                                 |
| 2001 | Pearl Jam                                    | Pearl Jam North American Bootlegs, Volume 1                     | Epic                                    | mind |
| 2001 | Pearl Jam                                    | Pearl Jam North American Bootlegs, Volume 2                     | Epic                                    | mind |
| 2001 | Wellwater Conspiracy                         | The Scroll And Its Combinations                                 | TVT Records                             | Felicity's Surprise                                                                                       |
| 2001 | Pearl Jam                                    | Substitute: Songs from the Who                                  | Edel Music                              | The Kids Are Alright (Élő)                                                                                |
| 2001 | Eddie Vedder és Mike McCready Neil Young-gal | America: A Tribute to Heroes                                    | Interscope Records                      | Long Road (Élő)                                                                                           |
| 2002 | Eddie Vedder                                 | Nevem Sam filmzene                                              | V2 Ada                                  | You've Got to Hide Your Love Away                                                                         |
| 2002 | Neil Finn                                    | 7 Worlds Collide                                                | Nettwerk                                | Take A Walk (Élő), Stuff And Nonsense (Élő), I See Red (Élő) és Parting Ways (Élő)                        |
| 2002 | Pearl Jam                                    | Riot Act                                                        | Epic                                    | mind |
| 2003 | Eddie Vedder & Zeke                          | We're a Happy Family - A Tribute To Ramones                     | Columbia Records                        | I Believe in Miracles és Daytime Dilemma (Dangers of Love)                                                |
| 2003 | Cat Power                                    | You Are Free                                                    | Matador Records                         | Good Woman és Evolution                                                                                   |
| 2003 | Pearl Jam                                    | Pearl Jam 2003 Bootlegs (Australia, Japan, and North America)   | Epic                                    | mind |
| 2003 | The Who                                      | Live at the Royal Albert Hall                                   | Steamhammer US                          | I'm One (Élő), Gettin' in Tune (Élő), Let's See Action (Élő), és See Me, Feel Me (Élő) (Bryan Adams-szel) |
| 2003 | Pearl Jam                                    | Lost Dogs                                                       | Epic                                    | mind, kivéve: Sweet Lew és Brother                                                                        |
| 2003 | Pearl Jam                                    | Nagy Hal filmzene                                               | Sony                                    | Man of the Hour                                                                                           |
| 2004 | Pearl Jam                                    | Hot Stove, Cool Music, Vol. 1                                   | Fenway                                  | Bu$hleaguer (Élő)                                                                                         |
| 2004 | Pete Townshend                               | Magic Bus/Live in Chicago                                       | Compendia                               | Magic Bus (Élő) és Heart To Hang Onto (Élő)                                                               |
| 2004 | Pearl Jam                                    | Riding Giants filmzene                                          | Milan Records                           | Go |
| 2004 | Pearl Jam                                    | Live at Benaroya Hall                                           | BMG                                     | mind |
| 2004 | Jack Irons                                   | Attention Dimension                                             | Breaching Whale                         | Shine On You Crazy Diamond                                                                                |
| 2004 | Pearl Jam                                    | Songs and Artists that Inspired Fahrenheit 9/11                 | Epic/Sony                               | Masters of War (Élő)                                                                                      |
| 2004 | Pearl Jam                                    | For the Lady                                                    | Rhino/Warner Music Group                | Better Man (Élő)                                                                                          |
| 2004 | Pearl Jam                                    | Rearviewmirror: Greatest Hits 1991-2003                         | Epic                                    | mind |
| 2005 | Eddie Vedder és a Walmer High School Choir   | The Molo Sessions                                               | Ten Club                                | Long Road, Love Boat Captain, és Better Man                                                               |
| 2006 | Pearl Jam                                    | Pearl Jam                                                       | J Records                               | mind |
| 2006 | Pearl Jam                                    | Live at Easy Street                                             | J Records                               | mind |
| 2006 | Eddie Vedder                                 | A Brokedown Melody: filmzene                                    | Brushfire Records                       | Goodbye                                                                                                   |
| 2007 | Pearl Jam                                    | Surf's Up filmzene                                              | Sony                                    | "Big Wave"                                                                                                |
| 2007 | Pearl Jam                                    | Live at the Gorge 05/06                                         | Monkey Wrench                           | Mind |
| 2007 | Eddie Vedder                                 | Into the Wild filmzene                                          | J Records                               | Mind |
| 2007 | Eddie Vedder & The Million Dollar Bashers    | I'm Not There filmzene                                          | Columbia Records                        | "All Along the Watchtower"                                                                                |
| 2007 | Crowded House                                | Seattle, WA 09/01/2007                                          | Kufala Recordings                       | "World Where You Live" és "Something So Strong"                                                           |
| 2011 | Eddie Vedder                                 | Ukulele Songs                                                   | Universal Music                         | mind |